# جالاباری
جالاباری (به لاتین: Jalabari) یک روستا در بنگلادش است که در استان باریسال و در ناحیه پیروج‌پور واقع شده‌است.